# Sepp Reif
Pour les articles homonymes, voir Reif.
Josef "Sepp" Reif (né le 5 septembre 1937 à Munich à 2 mars 2023 à Pulheim) est un joueur professionnel allemand de hockey sur glace.

## Carrière
Sepp Reif commence sa carrière à l'EC Bad Tölz, équipe avec laquelle il devient champion en 1962. En 1964, lui et Otto Schneitberger veulent pour le Düsseldorfer EG, dans l'espoir de meilleures perspectives professionnelles, ce qui est vécu par des Bavarois comme une trahison. Pendant 18 mois, ils ne peuvent pas être transférés.
Reif jouera dix ans pour le DEG et est un joueur cadre avec Schneitberger. Au total, il joue 432 en élite et marque 245 points. L'équipe est championne d'Allemagne en 1967, 1972 et 1975.
Avec l'équipe d'Allemagne, Reif participe trois fois aux Jeux olympiques : 1960, 1964 et 1968. Il est sélectionné pour 82 matchs et marque 22 buts.
Reif décède le 2 mars 2023 à Pulheim.

## Palmarès
- Champion d'Allemagne : 1962, 1967, 1972 et 1975.